# Ilobu
Ilobu é uma cidade do estado de Osun, na Nigéria. Cidade de principal culto à divindade Erinlé. Erinlé é o patrono de Ilobu, conduziu seu povo à guerra e ensinou-os a guerrear. A cidade de Ilobu foi pouco afetada com a escravidão, daí espalhando o nome de Erinlé.
Ilobu se localiza no sul da Nigéria, possui como principal hidrografia o rio Erinlé, um rio tributário do rio Oxum.
Ilobu é um centro de comércio para inhame, milho, mandioca, abóboras etc.